# 더 덴
더 덴(The Den)은 잉글랜드의 축구 팀인 밀월 FC의 홈구장이다.